# Círculo de Bellas Artes
Il Círculo de Bellas Artes (abbreviato CBA) è un ente culturale privato senza scopo di lucro localizzato a Madrid, fondato nell'anno 1880.
Dal 1921 è stato dichiarato in Spagna "Centro di protezione delle Belle Arti, di pubblica utilità".
Si tratta di un centro multidisciplinare, nel quale si sviluppano attività che vanno dalle arti plastiche fino alla letteratura, passando per la scienza, la filosofia e il cinema
Fin dalla sua creazione, ha svolto un importante lavoro di portata internazionale nel campo della creazione, diffusione e gestione culturale, essendo uno dei maggiori centri culturali privati d'Europa.

## Storia
Il CBA è stato fondato nel 1880 grazie agli sforzi di un ridotto gruppo di artisti.
Durante i primi anni del XX secolo, passarono dal direttivo della istituzione personaggi rilevanti della vita sociale e culturale dell'epoca, come il Premio Nobel Jacinto Benavente o il commediografo Carlos Arniches, mentre il giovane studente Picasso assisteva alle lezioni di pittura e Ramón María del Valle-Inclán frequentava i suoi seminari.
Nel 1983 si produsse un vero e proprio processo di riorganizzazione del CBA, grazie agli sforzi dell'Associazione degli Artisti, che riuniva alcuni tra i più importanti creativi spagnoli. Il CBA si aprì al pubblico madrileno ed alle correnti artistiche internazionali e iniziò un processo di espansione e di riorganizzazione.

## Patrimonio
Le varie attività che nel corso degli anni hanno avuto luogo nel CBA hanno generato, di conseguenza, una notevole e varia dotazione patrimoniale.
La sede, progettata dall'architetto Antonio Palacios, ha un valore architettonico straordinario.
L'edificio, che si trova alla confluenza della Calle de Alcalá con la Gran Via, è stato dichiarato monumento nazionale (storico ed artistico) nel 1981.
È degno di nota tra gli edifici limitrofi, per la sua immagine urbana e possente, il suo volume eclettico e l'aspetto spettacolare delle sue facciate, la cui decorazione fu presa in carico da noti artisti del tempo.
D'altra parte, il CBA ha un notevole patrimonio artistico: oltre 1.200 pezzi di pitture, sculture, incisioni, disegni e ceramiche, oltre a numerosi oggetti di arredo.
Il fondo bibliografico e documentale del Circolo contiene una collezione di più di 3.000 libri e 150 libri autografi, donati dalla gallerista Juana Mordó.
Inoltre, ha un grande fondo di riviste a tematica artistica ed una notevole collezione di documenti storici.